# 小山宗祐

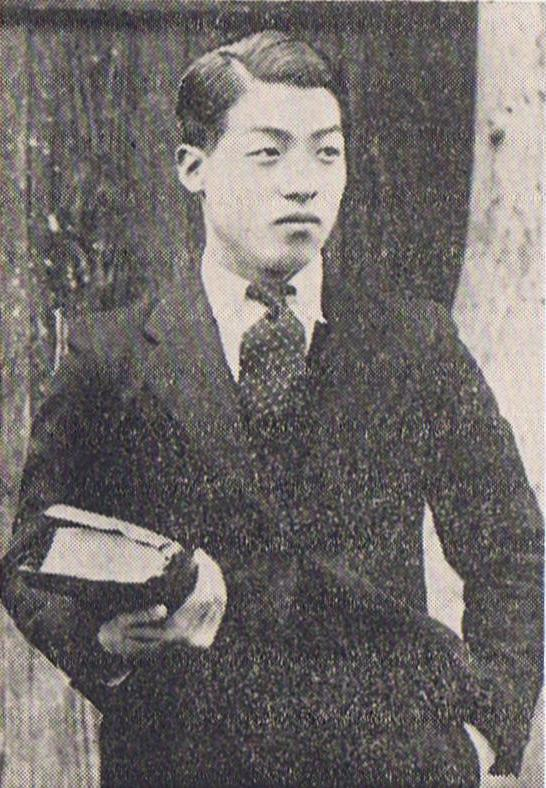
聖書を持つ小山宗祐

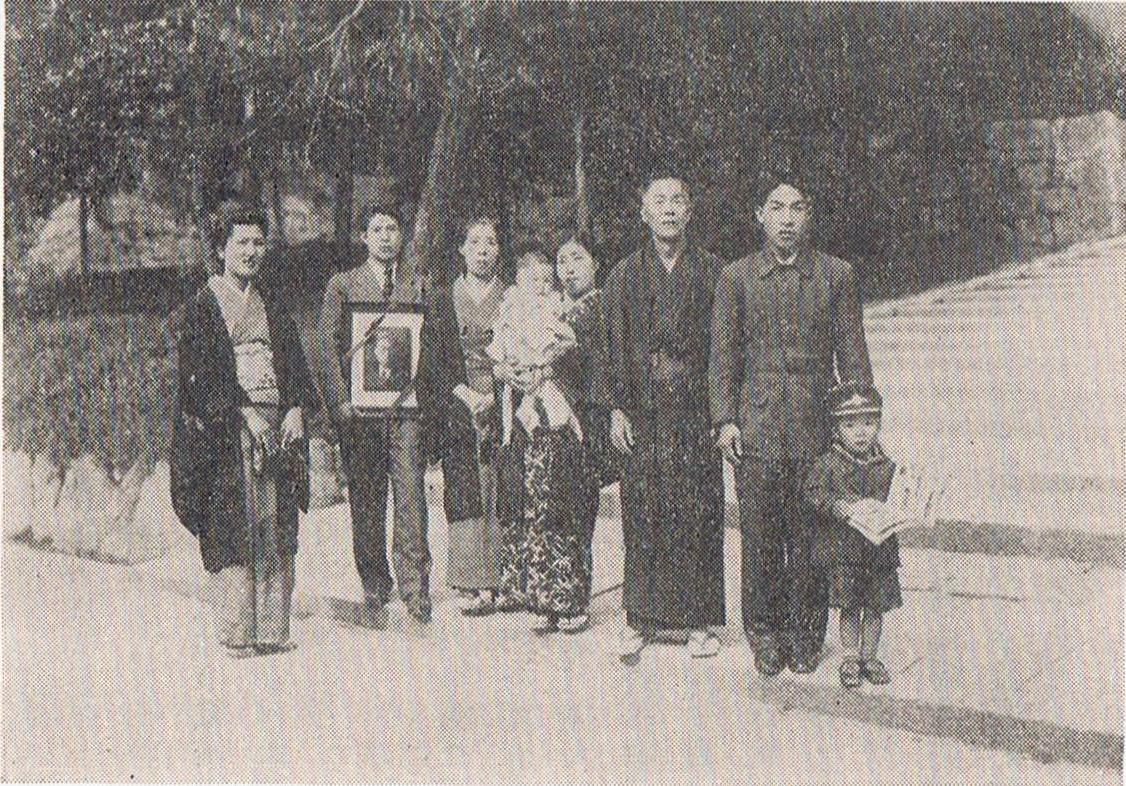
葬式

小山 宗祐（こやま そうすけ、1916年1月21日-1942年3月23日）は、ホーリネス派の日本聖教会、函館聖教会の牧師補であった。

## 生涯

### 幼少期
和歌山県牟婁郡田辺町江川本町に生まれる。

### 献身
大阪府の日本聖教会の大阪西野田教会にて小出朋治牧師から洗礼を受けた。献身するために、大阪美術学校を中退し、東京聖書学校に入学。聖書学校卒業後に、北海道函館市の函館聖教会に日本聖教会の牧師補として赴任する。
1941年(昭和16年)1月、護国神社の参拝を拒否したとして、函館の地域社会に密告され、憲兵隊に検挙された。

### 殉教
1942年（昭和17年）3月に行われた第一公判の翌朝死亡したとして、家族に遺体が返却された。日本の警察の発表では獄中で縊死自殺したとされたが、遺体に酷い拷問の痕があったため、官憲に拷問で殺されたとも言われている。第一公判の内容は不敬罪ということで非公開であり、弁護士が立ち会ったかも不明である。遺体の引き渡し時、小山の世話をしていた看守は『いつもさんびかを歌ったり、お祈りをしていましたよ』、『まことにおだやかな人でしたのに』と語ったとのことである。

#### その後
小山牧師補が牧会していた教会はその後に閉鎖された。死去したとき、大阪には教会で知り合った彼の婚約者がいた。

## 死についての疑惑
- もと東京聖書学校の校長米田豊牧師は、彼が自殺することは信仰的、物理的に無理で、あるいは自殺するように仕向けられたのだろうと語った。彼を知るマックノートン宣教師も自殺を否定した。
- 金田隆一も拷問死説をとっている。遺体は「獄衣の下に着ていたと思われる浴衣がどす黒く血塗れでべったりと張り付いて」いた。[2]また、遺体を引き取った小山の兄・伊藤馨牧師・富永リン（札幌新生教会）は「首筋に赤い痕跡があり、首の骨が折れていた」とも発言している[1]。